# 리저널 제트

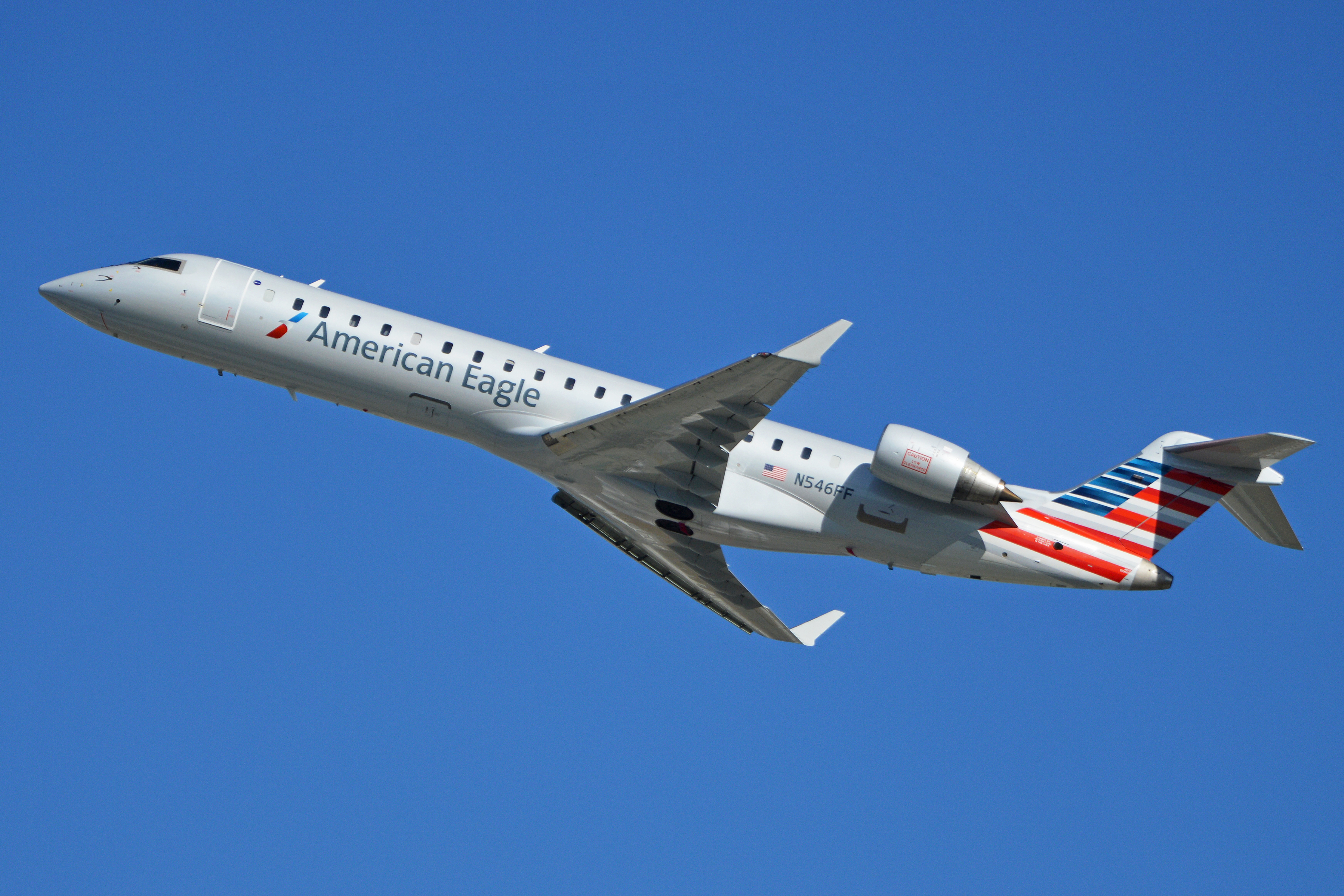

리저널 제트(영어: regional jet, RJ)는 지역 항공사(regional jet airliner)가 사용하는 단거리, 중거리 터보팬 여객기를 말한다.

## 종류
- 드 하빌랜드 DH.106 코멧은  영국 드 하빌랜드가 개발한 세계 최초의 상업용 제트기이다. 44인승, 무게 50톤, 항속거리 2,400 km이다. 1949년 7월 27일 초도비행했다.
- 투폴레프 Tu-104는  소련 투폴레프가 개발했다. 세계 최초의 성공적인 상업용 제트기이다. 1955년 6월 17일 초도비행했다. 100인승, 무게 78톤, 항속거리 2,750 km이다.
- 맥도넬더글러스 DC-9는  미국 맥도넬더글러스가 개발했다. 100인승, 무게 41톤, 항속거리 3,000 km이며 1965년 2월 25일 초도비행했다. 세계최대 시장인 미국 여객기 시장을 석권했다. 현재는 보잉 737이 전세계 시장을 석권하고 있다.
- 포커 F-28은  네덜란드 포커가 개발한 리저널 제트기이다. 1967년 5월 9일 초도비행했다. 50인승에 항속거리 1,650 km로 개발을 추진했다. 무게는 30톤이다. 한국이 90년대 리저널 제트기 개발을 추진할 당시, 삼성항공이 포커사 인수를 시도했다가 무산되었다.
- 캐나데어 리저널 제트(Canadair Regional Jet, CRJ)는  캐나다 국영 항공사 캐나데어의 리저널 제트기이다. 1989년 리저널 제트기 개발을 추진했다. 봄바디어사가 관련 사업을 인수했다. CRJ100는 1991년 5월 10일 초도비행했다. 50인승, 24톤, 항속거리 3,000 km이다.
- 엠브라에르 리저널 제트는  브라질 엠브라에르사가 개발했다. 1995년 8월 11일 초도비행했다. 50인승, 24톤, 항속거리 3,000 km 정도이다.
- 수호이 슈퍼제트 100는  러시아 수호이사가 개발했다. 2008년 5월 19일 초도비행했다. 가격은 2,500만 달러이다.
- 코맥 ARJ21은  중국 코맥이 개발했다. 2008년 11월 28일 초도비행했다. 100인승, 무게 40톤, 항속거리 3,000 km이며, 이름이 플라잉 피닉스다. 1993년 한국이 추진한 피닉스 여객기와 이름이 같다. 당초 한중이 합작개발하기로 했다가, 중국이 돌연 단독개발을 하기로 했다.
- 미쓰비시 리저널 제트(Mitsubishi Regional Jet, MRJ)는  일본 미쓰비시 중공업이 개발한, 무게 40톤의 쌍발 터보팬 70인승 여객기이다. 2015년 11월 초도비행했으며, 2018년 최초 양산기가 인도될 계획이다.

## 대한민국
1993년 3월 12일 상공자원부는 2,500억원을 들여 1998년까지 50인승 리저널 제트기를 개발한다고 밝혔다. 여객기 이름은 불사조(피닉스)로서, 항속거리 1,600 km이며, 잔디밭이나 임시활주로에서 500 m면 이착륙이 가능하다. 세계시장의 10%선인 연간 70∼80대를 대당 2,000만 달러에 판매할 계획이다. 피닉스 프로젝트 참조.

## 같이 보기
- 피닉스 프로젝트